# I love musical
I love musical is een Vlaams televisieprogramma dat wordt uitgezonden op één. In het programma volgt presentatrice Evy Gruyaert de voorbereidingen en repetities van musicals, afgewisseld met interviews met acteurs, regisseurs en medewerkers.
Fiddler on the Roof
- Uitzending: 25 december 2011
- Regie: Frank Van Laecke
- Hoofdrolspelers: Lucas Van den Eynde, Karin Jacobs, Jelle Cleymans, Clara Cleymans, Deborah De Ridder
- Overige interviews: School is Cool

De Producers
- Uitzending: 19 februari 2012
- Regie: Stany Crets
- Hoofdrolspelers: Koen Van Impe, Jonas Van Geel, Gene Bervoets, Jan Van Looveren, Ann Van den Broeck
- Overige interviews: cabaretband 't Schoon Vertier

Ben X
- Uitzending: 16 september 2012
- Regie: Frank Van Laecke
- Hoofdrolspelers: Leendert De Vis, Bert Verbeke, Peter Van De Velde, Jorien Zeevaart, Sébastien De Smet, Jan Schepens, Marc Coessens